# Frederico Burgel Xavier
Frederico Burgel Xavier, noto semplicemente come Fred (Novo Hamburgo, 15 gennaio 1986), è un calciatore brasiliano, difensore svincolato.

## Palmarès

### Club

#### Competizioni nazionali
- Coppa del Brasile: 1

Grêmio: 2016

#### Competizioni statali
- Campionato Baiano: 1

Vitória: 2017